# Forst-Längenbühl
Forst-Längenbühl ist eine Einwohnergemeinde im Schweizer Kanton Bern. Sie gehört zum Verwaltungskreis Thun und ist am 1. Januar 2007 durch den Zusammenschluss der vormaligen Gemeinden Forst und Längenbühl entstanden.

## Geographie
Die Nachbargemeinden von Forst-Längenbühl sind Blumenstein, Gurzelen, Thierachern, Uebeschi, Uetendorf und Wattenwil.

## Geschichte
Die Gemeinde Forst-Längenbühl entstand auf den 1. Januar 2007 durch die Fusion der vormals unabhängigen Gemeinden Forst und Längenbühl, das Sitz der Gemeindeverwaltung ist.

## Bevölkerung
Mit 770 Einwohnern (Stand 31. Dezember 2023) gehört Forst-Längenbühl zu den kleineren Gemeinden des Verwaltungskreises Thun.

## Politik
Die Stimmenanteile der Parteien anlässlich der Nationalratswahl 2023 betrugen: SVP 51,7 % (−3,0 %), EDU 8,9 % (+5,0 %), SP 6,9 % (+1,3 %), GPS 5,8 % (−2,9 %), glp 5,6 % (−1,4 %), Mitte 5,4 % (±0,0 %), EVP 4,1 % (−1,2 %), FDP 3,9 % (−0,2 %), SD 1,3 % (+1,2 %).

## Abwasser
Zur Reinigung des Abwassers ist die Gemeinde an die ARA Thunersee in der Uetendorfer Allmend angeschlossen.